# Дюмареск, Дэниел
Дэниел Дюмареск (Даниил Дюмареск; англ. Daniel Dumaresq; 1712, Тринити — 1805) — англиканский пастор, многие годы прослуживший в Санкт-Петербурге, Член Лондонского королевского общества, почётный член Петербургской академии наук.

## Биография
Родился в 1712 году на острове Джерси в дворянской семье лендлорда, был пятым из одиннадцати детей. Поместье Дюмаресков на острове Джерси, где родился Дениэл Дюмареск, сегодня является штаб-квартирой Джерсийского зоопарка, который был основан в 1959 году Джеральдом Дарреллом.
Дэниел Дюмареск учился сперва в школе Абингдон (1724—1730), а затем в оксфордском Пемброк-колледже (1730—1736).
Закончив обучение, Дюмареск избрал духовную карьеру. В 1744 году он стал англиканским викарием (приходским священником) в Мертоне в Оксфордшире. Два года спустя, в 1746 году, он отправился в Санкт-Петербург, где 16 лет (1746—1762) прослужил капелланом британского посольства. Помимо посольских служащих, окормлял также англиканскую общину города.
За годы пребывания в Санкт-Петербурге, Дюмареск выучил русский язык и даже издал сокращённый перевод на английский язык «Описания земли Камчатки»
Степана Крашенникова. В России он также был выбран почётным членом Императорской (Петербургской) академии наук c 24.05.1762.
По возвращении в Великобританию, Дюмареск занял пост викария (приходского священника) в Йовилтоне (1762–1805) и соседнем Лимингтоне (1790–1802). По некоторым данным, он состоял в переписке с Екатериной Великой, и Станиславом Августом Понятовским, королём Польши, с которым познакомился в период пребывания в Санкт-Петербурге.
В Великобритании Дюмареск был избран членом Королевского общества. Он собрал богатую библиотеку, которую позже передал в общественное пользование.
Дэниел Дюмареск скончался в 1805 году в курортном городе Бате, Сомерсет.